# DX通信
DX通信，取名自“DX”（电报缩略语，源于“Distance”，意为“距离”或“远程”），是一种业余无线电、民用无线电或其他双向无线电通信中接收和识别距离操作者自身较为遥远的无线电与电视信号，或与距离遥远的电台进行双向无线电联系的爱好。许多DX通信爱好者致力于获取与之联系的电台的书面通联确认，即QSL卡。
DX通信起源于无线电广播发展的早期。 听众向广播电台邮寄“接收报告”，希望得到QSL 卡，以证明他们收听到了远方电台的信号。早期的广播公司经常使用接收报告来衡量其电台的发射效果。在二十世纪二三十年代，收集这些QSL卡片在广播听众中开始流行。虽然国际短波广播在逐渐减少，但DX通信仍受到热衷于短波广播的听众的欢迎。追求彼此距离遥远的业余无线电操作员之间的联络也是业余无线电爱好中的一项重要活动
。

## 种类

### AM中波广播DX
早期的无线电听众通常使用自制的矿石收音机和长线天线，但是他们发现广播电台数量很少，而且距离较远。由于广播波段并不拥挤，大功率电台的信号可以传到数百英里之外，但收听较低功率的广播电台则需要收听者进行更精确的调谐或使用更好的接收设备。
从二十世纪五十年代到二十世纪七十年代中期，许多大功率的北美“清晰频道”电台，如KDKA、WLW、WGY、CKLW、CHUM、WABC、WJR、WLS、WKBW、KFI、KAAY、KSL以及许多来自墨西哥的边境广播电台都在播放由流行唱片骑师（DJ）演奏的流行音乐。由于大多数规模较小的本地调幅广播电台必须在夜间关闭广播，因此大型广播电台能够向数百英里之外的听众播送节目。
从二十世纪七十年代开始，随着流行音乐的广播转移到信号质量更好但传播范围更小的调频（FM）广播，中波频段的DX活动逐渐减少。与此同时，美国的中波频段越来越拥挤，许多电台都获得了联邦通信委员会的授权，可以在夜间以较小的功率运行——这在二十世纪世纪九十年代年代保守派脱口秀广播节目的繁荣时期达到了顶峰，尤其是自2010年代以来，中波频段的广播开始走下坡路。在加拿大，随着调幅广播电台从二十世纪八十年代开始转向调频广播，这种衰退来得更早，一直持续到今天。少数音乐电台，包括美国的WSM、加拿大的CFZM以及周末的WABC仍在其“清晰频道”波段上播放音乐节目。

### 短波DX
特别是在战争时期，收听国际广播电台（其信号通过短波波段传播到世界各地）一直深受普通听众和DX爱好者的欢迎。
随着互联网上流媒体音视频的普及，许多国际广播公司（包括英国广播公司和美国之音）已经削减了短波广播。除了国际广播公司，短波波段也是军事通信、无线电传、业余无线电、海盗电台和数字电台广播的常用频段。其中许多信号都是以单边带（SSB）模式传输的，因此需要使用专门的接收机，这种接收机更适合于DX而非休闲收听。

### VHF（甚高频）DX通信
调频广播和甚高频电视波段上的信号（尤其是使用较低频率电台，如6m波段）可以通过大气波导现象、流星散射和电离层散射等途径“跳转”数百甚至数千英里。澳大利亚的业余无线电爱好者曾经常能在当地收到中国江苏电视台一频道的信号，西欧曾接收到北美的调频电台信号。
VHF波段上的警察、消防和军事通信在一定程度上也能通过多波段的无线电扫描进行DX通信，尽管收听者主要是在本地范围内收听这些电台。与商业广播公司相比，这类性质的通信很难确定确切的来源，因为商业广播公司必须在每小时的节目开始时表明自己的身份，而且通常可以通过节目中提到的赞助商和广告等来确定。

### 业余无线电DX通信
专门与遥远国家的其他业余无线电爱好者进行双向无线电联系的业余无线电操作员也被称为“DXer”，也就是“DX操作员”。在短波业余频段上，DX台站一般位于外国；在VHF/UHF业余频段上，DX台站可以在同一国家或大陆内，因为在没有业余卫星帮助转发的情况下，进行VHF长途通联可能非常困难。DX操作者收集QSL卡作为曾与他台联系的证明，并可以此获得业余无线电组织颁发的特殊证书和奖励。例如，ARRL（美国无线电转播联盟）提供DX世纪俱乐部奖（或称DXCC，DX Century Club）。在发奖制度中，主权国家以外的实体和地区可被归类为“DX 国家”。例如，位于印度洋的法国领土留尼汪岛被算作一个“DX国家”，尽管它是法国的一个地区。 确定什么是“DX国家”的规则可能相当复杂，为了避免可能出现的混淆，无线电爱好者通常使用实体一词来取代国家。除实体外，一些奖项还以世界海洋中的岛群为基础，如IOTA（空中之岛）。在VHF/UHF频段，许多无线电爱好者致力于获得以互相交换梅登黑德定位坐标为基础的奖项。

## DX俱乐部
许多无线电爱好者都是世界各地的DX俱乐部的成员。这些俱乐部是了解国际无线电新闻的有用信息来源，也是与相同爱好者进行社交活动的机会 ，例如英国DX俱乐部。

## QSL卡片

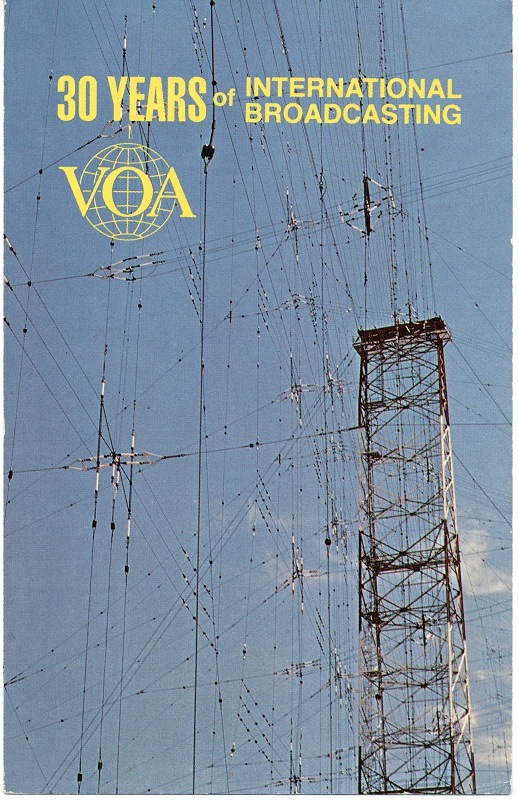
来自美国之音（VOA）的QSL卡片

一些DX爱好者会收集被称为QSL卡的收听确认卡片。QSL卡通常一面印有图片和信息，介绍广播电台的基本信息和本国的文化、科技与生活，另一面则书写确认听众的接收数据的证明。

## 信号报告
“SINPO”用于表示接收质量的五个属性的代码，等级从1到5，“1”表示质量很差，“5”表示质量很好。这些属性是：
S——信号强度

I——与其他电台或广播的干扰

N——接收信号中的信噪比

P——传播状况（信号的大小起伏）

O——总体评价
报告通过信函邮寄或电子邮件发送，其中可能包括听众的地理位置（经度和纬度）、使用的接收机和天线类型、在何频率收听、对所听节目的概述、他们对节目的意见。
尽管“SINPO”代码是一种主观测量方法，但某一特定广播可能会收到来自同一地区多位听众的“SINPO”报告，从而使广播机构能够对报告进行比较与分析，并深入了解广播信号覆盖情况。该报告的变体有：
一、“SIO” 报告，其中省略了信噪比和传播状况；

二、按1至3（而不是1至5）分级；

三、“SINFO”报告，其中F代表衰减情况。

## DX通联
DX通联是指双方距离较远或相对不常见的通信。在通常用于视距内通信的特高频或甚高频波段上，DX可代表与50或100英里以外的电台进行的通联；在30千赫至30兆赫的波段上，DX通常被视为相距100英里以上的电台之间的联系；但在业余无线电的高频波段上，DX指的是一方所在国以外的电台。
大多数传统的DX通信都发生在高频波段上，因为电离层可被用来反射无线电波。电波返回地球表面后，可能会再反射回电离层进行第二次反弹。 电离层折射通常只适用于50兆赫以下的频率，而且与大气条件、一天中的时间和约十一年发生一次的太阳活动周期有很大关系。它还受到太阳风暴和其他一些太阳活动的影响，太阳风暴等太阳活动会通过喷射带电粒子改变地球电离层的状态。
折射角决定了折射的电波返回地球时与发射位置或上一次反射位置距离，这个距离随着频率的增加而减小。 因此，从20m波段（14MHz）开始，电波的传播路程中会出现“越距现象”，形成了一块环形区域：这个区域地波到达不了，天波则因为反射越了过去。这块区域被称为“寂静区”，是天波传播中的一种独有现象。“越距现象”主要出现在临近省份（州）的电台或省（州）内电台的联络当中。例如北京和天津等地、南京和镇江、苏州、上海等地在多数情况下是不能用20m波段联络的。但由于电离层是不断变化的，“寂静区”的范围并非固定不变。

## DX设备
DX通信使用的设备从廉价的便携式接收机到价格高达数千美元的高性能设备都有存在。只需使用一台简单的调幅收音机，就能在夜间轻松听到传播数百英里的大功率广播电台的信号；廉价的短波收音机也可以在一天中的任何时间接收到来自多个国家的广播。一些较为痴迷的业余爱好者会使用专门为接收DX信号而设计的更为精密的接收器，而且他们通常会自己制作为特定频段而设计的天线。在计算机普及的时代，软件无线电（SDR）设备也是接收DX信号的一个不错的选择，这种设备只需把一些特定的硬件接入计算机并安装相应的软件，就能接收无线电信号。WebSDR （页面存档备份，存于）也可以为没有SDR设备的DX爱好者提供一个在线上接收远方的无线电信号的平台。